# قرار مجلس الأمن التابع للأمم المتحدة رقم 788
قرار مجلس الأمن التابع للأمم المتحدة رقم 788، المتخذ بالإجماع في 19 تشرين الثاني / نوفمبر 1992، بعد أن تبين أن تدهور الحالة في ليبريا يشكل تهديداً للسلم والأمن الدوليين، فرض المجلس حظراً على توريد الأسلحة إلى البلد لأغراض إحلال السلام والاستقرار.
بدأ المجلس بالإشادة بجهود الجماعة الاقتصادية لدول غرب أفريقيا وأعاد التأكيد على اتفاق ياموسوكرو الرابع، الموقع في 30 تشرين الأول / أكتوبر 1991 باعتباره أفضل إطار ممكن لحل سلمي للنزاع الليبيري. ونص الاتفاق على حكومة انتقالية ذات سلطات تشريعية وتنفيذية وقضائية، كما سمح بإجراء الانتخابات الرئاسية في غضون سبعة أشهر من توقيع الاتفاق.
ثم أدان القرار انتهاك وقف إطلاق النار في 28 تشرين الثاني / نوفمبر 1990 والهجمات التي تعرضت لها مجموعة المراقبة التابعة للجماعة الاقتصادية لدول غرب أفريقيا في ليبيريا، ودعا جميع الأطراف إلى احترام القانون الدولي وتنفيذ الاتفاقات ذات الصلة. كما طلب من الأمين العام بطرس بطرس غالي إرسال ممثل خاص إلى ليبريا لتقييم الوضع، وتقديم تقرير إلى المجلس بأي توصيات.
بعد ذلك، وبموجب الفصل السابع من ميثاق الأمم المتحدة، قرر المجلس أنه يجب على جميع الدول أن تنفذ على الفور حظراً عاماً وكاملاً على جميع شحنات الأسلحة والمعدات العسكرية إلى ليبيريا حتى يقرر مجلس الأمن خلاف ذلك. ومع ذلك، لن ينطبق الحظر على الأسلحة والمعدات العسكرية الموجهة لقوات حفظ السلام التابعة للجماعة الاقتصادية لدول غرب أفريقيا، وبالتالي انتهك الحظر وفاقم الصراع. وأخيراً، أشاد المجلس بعمل المنظمات الإنسانية الدولية والدول الأعضاء في تقديم العون الإنساني للسكان.

## روابط خارجية
- نص القرار في undocs.org